# 10725 Сукунабікона
10725 Сукунабікона (10725 Sukunabikona) — астероїд головного поясу, відкритий 22 листопада 1986 року.
Тіссеранів параметр щодо Юпітера — 3,559.